# Ján Ďurica
Ján Ďurica (Dunajská Streda, 10 de dezembro de 1981), é um futebolista Eslovaco que atua como zagueiro. Atualmente encontra-se aposentado.

## Carreira
Durica fez parte do elenco da Seleção Eslovaca de Futebol da Copa de 2010 e da Eurocopa de 2016.

## Gols internacionais
| Gol | Data                  | Estádio                                      | Oponente      | Placar | Resultado | Competição                       |
| --- | --------------------- | -------------------------------------------- | ------------- | ------ | --------- | -------------------------------- |
| 1.  | 13 de outubro de 2007 | Štadión Zimný, Dubnica nad Váhom, Eslováquia | San Marino    | 7–0    | 7–0       | Eliminatórias Euro 2008          |
| 2.  | 12 de outubro de 2010 | Stadium Pod Dubňom, Žilina, Eslováquia       | Irlanda       | 1–1    | 1–1       | Eliminatórias Euro 2012          |
| 3.  | 7 de junho de 2013    | Rheinpark Stadion, Vaduz, Liechtenstein      | Liechtenstein | 1–1    | 1–1       | Eliminatórias Copa do Mundo 2014 |
| 4.  | 5 de março de 2014    | Itztadi'on Netanya, Netanya, Israel          | Israel        | 2-0    | 3-1       | Amigável                         |

## Títulos

### Artmedia Bratislava
- Campeonato Eslovaco: 2004-05

### Lokomotiv Moscow
- Copa da Rússia: 2014–15[2]